# Le Val-d'Esnoms
 Le Val-d'Esnoms  es una población y comuna francesa, en la región de Champaña-Ardenas, departamento de Alto Marne, en el distrito de Langres y cantón de Prauthoy.

## Demografía
| 436 | 413 | 353 | 315 | 310 | 315 |
| Para los censos de 1962 a 1999 la población legal corresponde a la población sin duplicidades (Fuente: INSEE [Consultar]) |     |     |     |     |     |